# Wieck (cràter)
Wieck és un cràter d'impacte en el planeta Venus de 20,2 km de diàmetre. Porta el nom de Clara Wieck (1819-1896), pianista i compositora alemanya, i el seu nom va ser aprovat per la Unió Astronòmica Internacional el 1994.